# Wilhelm Haas-Münch
Wilhelm Haas-Münch (* 23. August 1741 in Basel; † 8. Juni 1800 in St. Urban) war ein Schweizer Drucker und Erfinder einer verbesserten Druckerpresse.

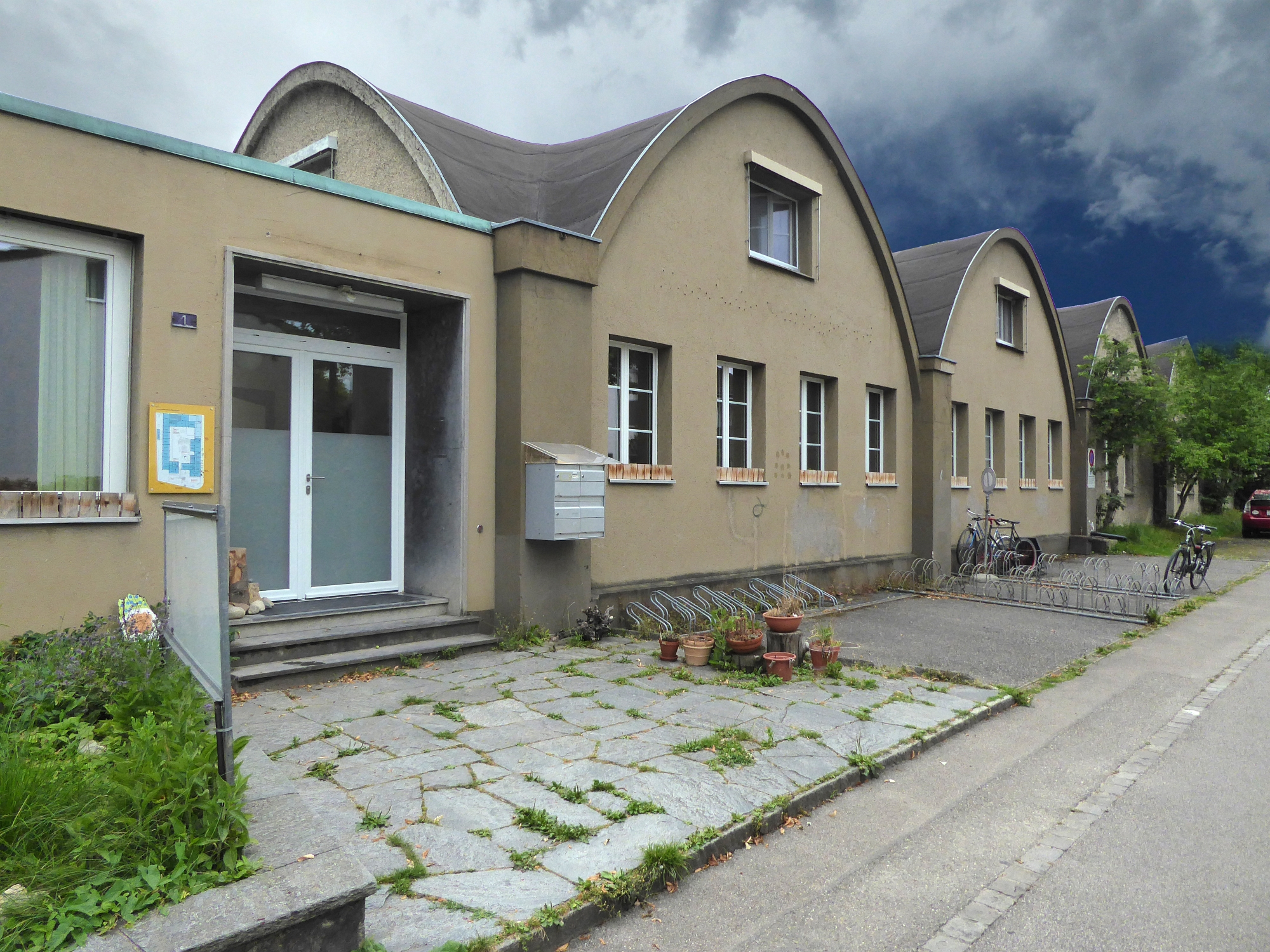
Haas’sche Schriftgiesserei, Münchenstein

## Leben und Werk
Sein Vater, der Stempelschneider und Schriftgiesser Johann Wilhelm Haas (1698–1764), war 1718 von Nürnberg nach Basel gekommen und erwarb sich 1758 das Basler Bürgerrecht. Er arbeitete in der Schriftgiesserei des Druckers Johann Rudolf Genath II (Enkel des Johann Jakob Genath des Älteren; 1582–1654), der ihn 1737 zu seinem Nachfolger bestimmte.

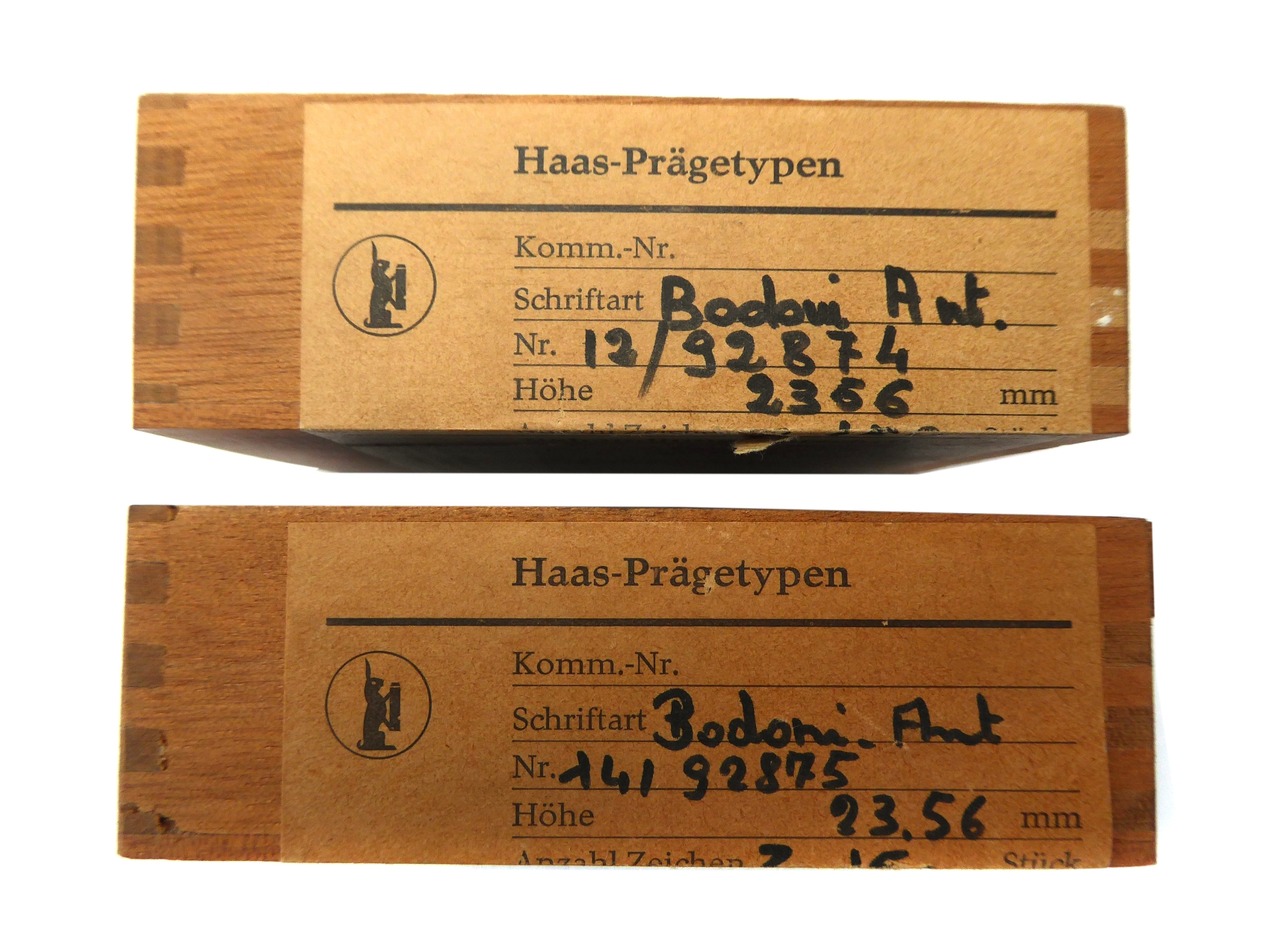
Haas’sche Schriftgiesserei AG

Wilhelm lernte ebenfalls Stempelschneider und Schriftgiesser. 1765 heiratete er Anna Münch. 1772 erfand er eine verbesserte Handpresse, deren wichtigste Teile anstatt aus Holz nun aus Metall waren und die bei mehr Druckexemplaren einen besseren Druck ermöglichte. Da er aber die Buchdruckerkunst nicht zünftig erlernt hat, durfte er die Presse nicht aufstellen. 1776 erfand er ein System zum Satz von Landkarten.

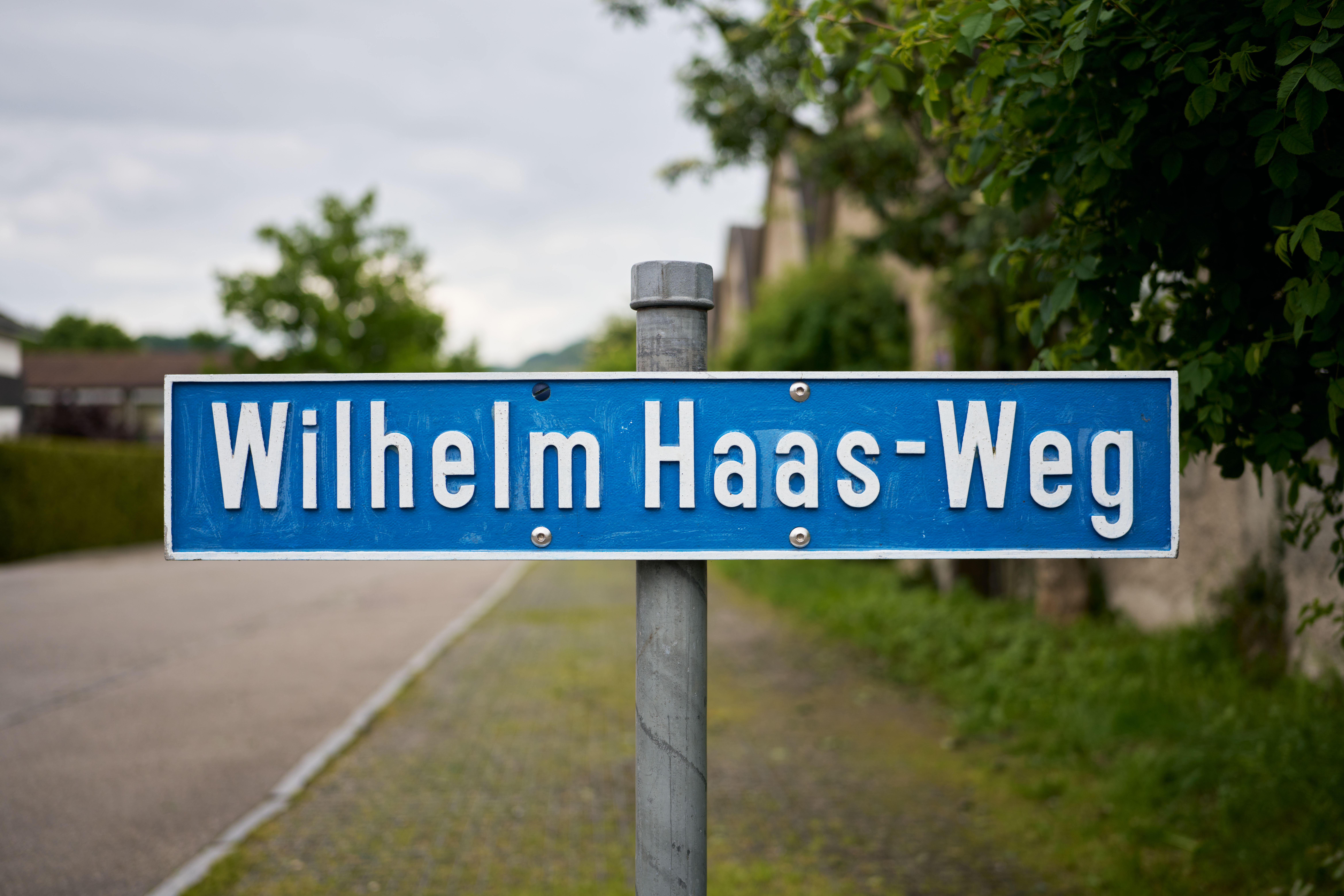
Wilhelm Haas-Weg in Münchenstein

Erst 1789 konnte sein Sohn und Nachfolger Wilhelm Haas-Decker (1766–1832) als ungelernter Buchdrucker die Arbeit mit der neuen Presse fortsetzen. Er übergab 1830 das Geschäft seinen Söhnen Georg Wilhelm (1792–1853) und Karl Eduard Haas (1801–1853).